# Jake Fox
Pour les articles homonymes, voir Fox.
Jacob Quirin Fox (né le 20 juillet 1982 à Beech Grove, Indiana, États-Unis) est un joueur de baseball.
Il évolue dans les Ligues majeures de baseball de 2007 à 2011.

## Carrière
Après des études secondaires à la Cathedral High School d'Indianapolis (Indiana), Jake Fox suit des études supérieures à l'Université du Michigan où il porte les couleurs des Michigan Wolverines de 2001 à 2003.  
Il est drafté le 3 juin 2003 par les Cubs de Chicago au troisième tour de sélection. Il perçoit un bonus de 500 000 dollars à la signature de son premier contrat professionnel le 29 juin 2003. 
Il passe quatre saisons en Ligues mineures avant d'effectuer ses débuts en Ligue majeure le 19 juillet 2007.
Après une année complète en ligues mineures en 2008, il obtient un poste de réserviste pour Chicago en 2009, jouant au troisième but et au champ extérieur. Présentant une moyenne au bâton de 0,259, Fox obtient 56 coups sûrs, 11 circuits et 44 points produits.
En décembre 2009, les Cubs échangent le joueur de deuxième but Aaron Miles et Jake Fox aux Athletics d'Oakland en retour du lanceur Jeff Gray et de deux joueurs d'avenir (Matt Spencer et Ronny Moria).
Fox dispute 39 parties pour Oakland en 2010 avant d'être transféré le 22 juin aux Orioles de Baltimore en retour du lanceur Ross Wolf. Il complète l'année en jouant 38 matchs pour Baltimore, mais n'affiche pour la saison 2010 qu'une faible moyenne au bâton de 0,217. Il se distingue en revanche par sa polyvalence : alors que les Athletics le font jouer au poste de receveur et au champ extérieur, les Orioles lui confient le premier but. Il est aussi frappeur désigné pour les deux clubs.
Il frappe pour ,246 de moyenne au bâton pour les Orioles en 2011 avec deux circuits et six points produits en 27 matchs joués.
Le 23 novembre 2011, il accepte un contrat des ligues mineures offert par les Pirates de Pittsburgh. Il passe les premiers mois de la saison dans les mineures. Le 5 août 2012, sans avoir joué pour Pittsburgh, il rejoint les Phillies de Philadelphie. Après un détour par les Aces de Reno, club-école des Diamondbacks de l'Arizona, et par le baseball indépendant en 2013, Fox s'aligne avec un club-école des Phillies en 2014. Il rejoint en décembre 2014 les Blue Jays de Toronto.

## Statistiques
| Saison | Équipe       | G   | AB  | R  | H   | 2B | 3B | HR | RBI | SB | BA    |
| ------ | ------------ | --- | --- | -- | --- | -- | -- | -- | --- | -- | ----- |
| 2007   | Chicago Cubs | 7   | 14  | 3  | 2   | 2  | 0  | 0  | 1   | 0  | 0,143 |
| 2009   | Chicago Cubs | 82  | 216 | 23 | 56  | 12 | 0  | 11 | 44  | 0  | 0,259 |
| 2010   | Oakland      | 39  | 98  | 11 | 21  | 5  | 0  | 2  | 12  | 0  | 0,214 |
| 2010   | Baltimore    | 38  | 100 | 10 | 22  | 5  | 1  | 5  | 10  | 0  | 0,220 |
| Totaux | Totaux       | 166 | 428 | 47 | 101 | 24 | 1  | 18 | 67  | 0  | 0,236 |

Note : G = Matches joués ; AB = Passages au bâton; R = Points ; H = Coups sûrs ; 2B = Doubles ; 3B = Triples ; 
HR = Coup de circuit ; RBI = Points produits ; SB = Buts volés ; BA = Moyenne au bâton.